# Pacífico Marcos
Pacífico Edralín Marcos (Sarrat, 30 gennaio 1919 – ...) è stato un medico e imprenditore filippino, fratello minore dell'ex Presidente delle Filippine Ferdinand Marcos.
Fu Presidente dell'Associazione Medica Filippina sino alla sua nomina come primo direttore della Commissione Filippina per l'assistenza sanitaria (Philippine Medical Care Commission o PMCC) nel 1971, assieme a nove altri amministratori. Tale commissione fu creata per offrire assicurazione medica ai cittadini più poveri del paese. Ricoprì la posizione per 14 anni, sino al 1986, e la sua dedizione alla professione gli valse il soprannome di "Mr. Medicare". Egli non entrò mai in politica e scelse di non unirsi alla famiglia Marcos nell'esilio per le Hawaii dopo la rivoluzione del Rosario, preferendo rimanere nella sua provincia natia di Ilocos Norte sino alla morte.

## Biografia
Pacífico Marcos nacque a Sarrat, nella provincia di Ilocos Norte, secondogenito dell'avvocato Mariano Marcos (Batac, 21 aprile 1897 – Bacnotan, 8 marzo 1945) e dell'insegnante Josefa Gustilio Edralin (Laoag, 15 febbraio 1893 – Manila, 4 maggio 1988). Pacífico aveva un fratello maggiore, Ferdinand (1917-1989), e due sorelle minori, Elizabeth (1921-1986) e Fortuna (1931-2018). Marcos aveva lontane ascendenze spagnole e cinesi. Entrambi i suoi genitori provenivano da note famiglie del luogo. Studiò medicina all'Università delle Filippine e divenne Presidente dell'Associazione Medica Filippina.
Nel 1971 fu nominato come primo direttore della Commissione Filippina per l'assistenza sanitaria, organo avente il compito di offrire assistenza alle classi più povere. Ricoprì la posizione per oltre 14 anni. Attorno al 1975 una decina di pazienti dell'ospedale di Ann Arbor (Michigan) morirono di insufficienza respiratoria. Non si trattava di morte accidentale ma di omicidio: i pazienti erano stati avvelenati con Pavulon, un rilassante per muscoli. L'FBI decise di investigare e fece ricadere i sospetti su due infermiere filippine, Filipina Narciso (31 anni) e Leonora Perez (30 anni). Processate, nel luglio 1977 vennero trovate colpevoli di tre omicidi, ma il processo e il caso in generale è stato messo in discussione: ci furono molte tensioni razziali. Tra i contestatori si contava anche Marcos, il quale definì le condanne nei confronti delle infermiere filippine come una "cattiva gestione della giustizia". Processate nuovamente, le due vennero dichiarate innocenti. Il caso è tuttora irrisolto.
Marcos scelse di non entrare in politica e preferì non immischiarsi particolarmente nell'amministrazione del fratello Ferdinand, che a partire dal 1983 andò incontro ad un'insoddisfazione popolare sempre più grande. In seguito alla rivoluzione del Rosario del febbraio 1986, egli decise di non partire con il fratello per le Hawaii e scelse di rimanere nelle Filippine. Dopo l'esilio forzato di Ferdinand, Pacifico affermò di non essere stato a conoscenza delle ricchezze del fratello. Nel 1988, in seguito alla morte di Josefa Edralin, si prese cura delle spoglie della madre assieme alla sorella Fortuna.
Suo figlio Mariano II divenne anch'egli imprenditore e più tardi membro del Sangguniang Panlalawigan.